# ألكسندر لابين
ألكسندر لابين (الروسية: Александр Павлович Лапин) هو قائد عسكري وضابط في الجيش الروسي يشغل رتبة عقيد أول منذ عام 2019. يتولى منصب قائد القوات البرية الروسية منذ 10 يناير عام 2023.
يعد لابين من أبرز القادة الروس الذين يقاتلون في غزو أوكرانيا وهو قائد مجموع جيوش الوسط للقوات الروسية في الحرب في أوكرانيا.